# I Dream of Christmas
I Dream of Christmas es el octavo álbum de estudio por la cantante estadounidense Norah Jones. Fue publicado el 15 de octubre de 2021 a través de Blue Note Records.

## Recepción de la crítica
Jim Trageser de All About Jazz finalizó su reseña escribiendo: “Esta es una hermosa adición al canon navideño, con algunas tomas maravillosamente creativas de viejas favoritas junto con algunas nuevas e inspiradas composiciones de temporada”. Liz Thomson, escribiendo para The Arts Desk, describió el álbum como “un corte superior, una selección agradable y de buen ritmo de canciones”. Jeannie Blue le otorgó al álbum una calificación de 5 estrellas sobre 5 por “regalar a sus oyentes una sensación familiar de calidez que se siente similar al abrazo de un ser querido”.
En una reseña para Sound in Review, Steven Miller comentó: “Su tono vocal está lleno de lujuriosa exuberancia que inspira a uno a notar y escuchar la melodía. Además, la banda ofrece excelentes actuaciones durante todo el proyecto. Jones también tuvo el buen sentido de combinar originales con los clásicos más auténticos del día festivo en el álbum. Juntos, todo esto equivale a un hermoso álbum navideño con uno de los vocalistas de jazz más reconocidos y aclamados de nuestro tiempo”. Timothy Monger de AllMusic lo describió como “divertido, acogedor y discreto sin esfuerzo”. En PopMatters, Peter Piatkowski dijo que I Dream of Christmas, “se siente como un bálsamo calmante en lo que parece ser otra temporada navideña problemática. El álbum es una banda sonora maravillosa para las próximas festividades y debería estar en la lista de reproducción de la fiesta de Navidad de todos”.

## Posicionamiento

### Gráfica semanal
| Gráfica (2021)                                | Pico de posición |
| --------------------------------------------- | ---------------- |
| Alemania (Offizielle Top 100)                 | 35               |
| Australia (ARIA Charts)                       | 16               |
| Austria (Ö3 Austria Top 40)                   | 6                |
| Bélgica (Flandes) (Ultratop 200 Albums)       | 79               |
| Bélgica (Valonia) (Ultratop 200 Albums)       | 38               |
| Canadá (Billboard Canadian Albums)            | 72               |
| Escocia (Scottish Albums Chart)               | 89               |
| Estados Unidos (Billboard 200)                | 100              |
| Estados Unidos (Billboard Top Holiday Albums) | 4                |
| Francia (SNEP)                                | 141              |
| Japón (Oricon Albums Chart)                   | 29               |
| Países Bajos (Album Top 100)                  | 41               |
| Portugal (AFP)                                | 39               |
| Suiza (Schweizer Hitparade)                   | 20               |

### Gráfica de fin de año
| Gráfica (2021)                              | Pico de posición |
| ------------------------------------------- | ---------------- |
| Australia (ARIA Top 50 Jazz & Blues Albums) | 7                |
| Austria (Ö3 Austria Top 40)                 | 61               |